# Jerzy Wójcik (generał)
Jerzy Wójcik (ur. 2 maja 1950 we Wrocławiu, zm. 26 kwietnia 2015 w Krakowie) – generał brygady Wojska Polskiego.

## Życiorys
Pochodził z rodziny o tradycjach patriotyczno-ludowych. Dziadek Tomasz Błaszkiewicz był członkiem Polskiej Organizacji Wojskowej Józefa Piłsudskiego, ojciec Stanisław – żołnierzem Batalionów Chłopskich, a stryj Władysław – Armii Krajowej.
W 1969 ukończył Technikum Mechaniczne w Miechowie. W 1973 ukończył Wyższą Szkołę Oficerską Wojsk Zmechanizowanych im. Generała Tadeusza Kościuszki we Wrocławiu. Był dowódcą plutonu, a następnie kompanii i batalionu w 5 Brygadzie WOW w Krakowie. W latach 1981–1984 studiował w Akademii Sztabu Generalnego im. gen. Karola Świerczewskiego w Rembertowie. W latach 1984–1996 szef sztabu i dowódca 10 batalionu 6 Pomorskiej Dywizji Powietrznodesantowej, szef wydziału szkolenia bojowego w Oddziale Szkolenia Bojowego KOW, szef sztabu 6 Brygady Desantowo-Szturmowej w Krakowie i dowódca 21 Brygady Strzelców Podhalańskich w Rzeszowie. Po ukończeniu Podyplomowego Studium Operacyjno-Strategicznym w Akademii Obrony Narodowej – dowódca 3 Brygady Zmechanizowanej Legionów w Lublinie. W latach 1999–2000 był szefem oddziału operacyjnego Korpusu Powietrzno-Zmechanizowanego, od kwietnia 2000 – dowódcą 6 BDSZ w Krakowie, natomiast w latach 2002–2004 – zastępcą dowódcy Garnizonu Warszawa.
15 sierpnia 2004 został mianowany przez prezydenta RP Aleksandra Kwaśniewskiego na stopień generała brygady. Od sierpnia 2004 do lutego 2005 dowodził Brygadową Grupą Bojową w republice Iraku. Po publicznym wystąpieniu w obronie swoich żołnierzy, oskarżanych za Nangar Chel, został przez ministra obrony narodowej odwołany ze stanowiska dowódcy brygady i w dniu 29 stycznia 2009 zwolniony do rezerwy.
Poświęcił się pracy społecznej w Związku Żołnierzy WP. Kierował Małopolskim Zarządem Wojewódzkim, był członkiem Zarządu Głównego Związku i członkiem Zarządu Głównego Federacji Stowarzyszeń Służb Mundurowych RP.
30 kwietnia 2015 został pochowany na Cmentarzu Salwatorskim w Krakowie (sektor X-10-2).

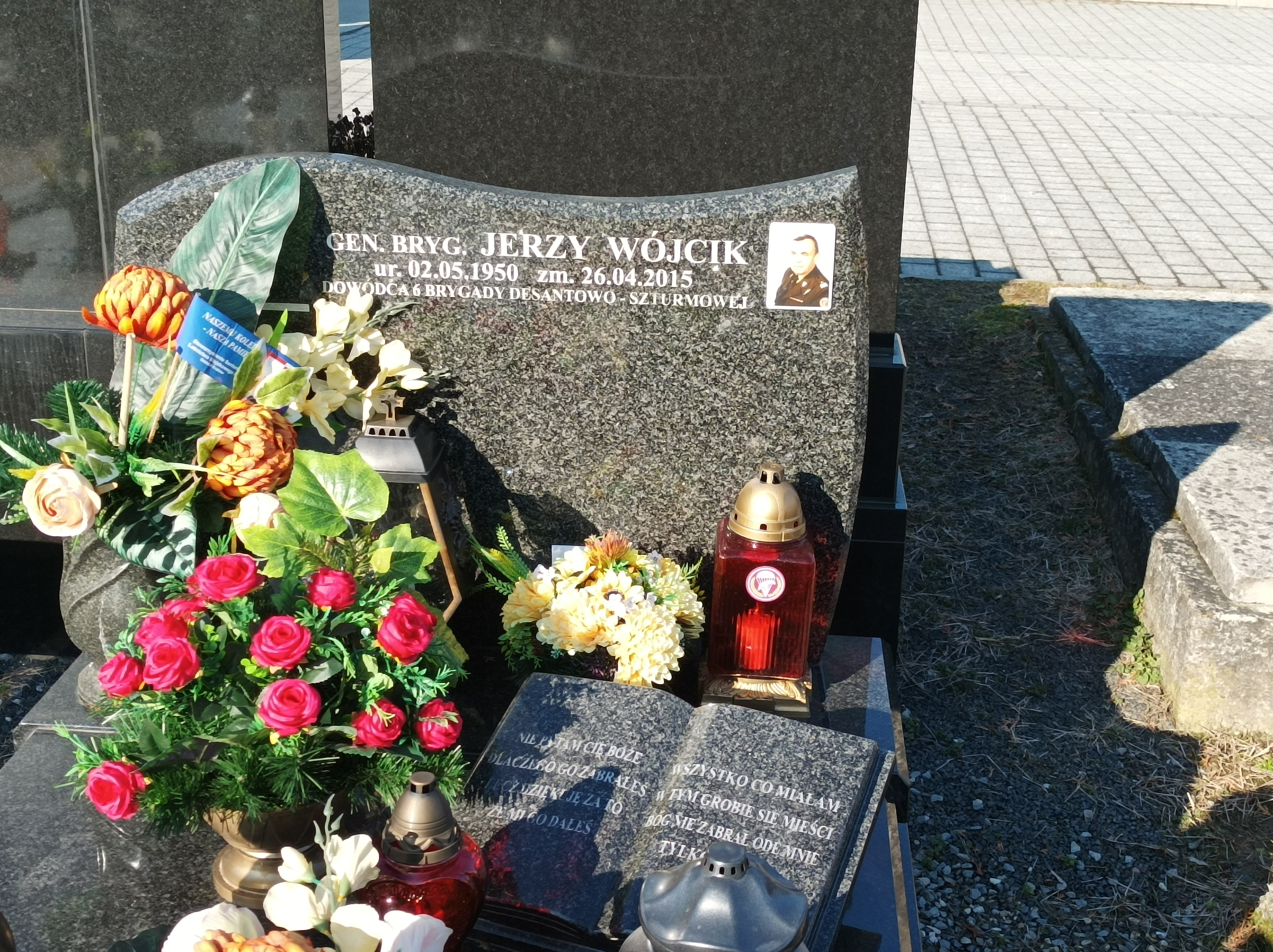
Grób gen. Jerzego Wójcika na Cmentarzu Salwatorskim

## Odznaczenia
- Złoty Krzyż Zasługi
- Srebrny Krzyż Zasługi
- Złoty Medal „Siły Zbrojne w Służbie Ojczyzny”
- Srebrny Medal „Siły Zbrojne w Służbie Ojczyzny”
- Brązowy Medal „Siły Zbrojne w Służbie Ojczyzny”
- Złoty Medal „Za zasługi dla obronności kraju”
- Srebrny Medal „Za zasługi dla obronności kraju”
- Brązowy Medal „Za zasługi dla obronności kraju”
- Krzyż Komandorski Orderu Świętego Stanisława
- Medal Loyal Service under the Flags II stopnia
- Odznaka „Honoris Gratia”